# Nicolo Gistou
Nicolo Gistou (eller Nicolas Gistow) (død 1609) var sanger og komponist ansat ved Christian 4.’s kantori fra 1598.
Gistou antages at stamme fra Flandern, og noteres i hofregnskaberne som "altist", det vil sige en sanger i det højeste leje. Han virkede dog også som komponist, og der kendes en femstemmig dobbeltmadrigal og en række dansesatser for tidens populære consort-ensembler skrevet af ham.
Hans tid i København faldt sammen med andre indforskrevne dygtige musikere og komponister som John Dowland, William Brade, Jan Tollius, Vincentius Bertholusius, Gregorius Trehou, Thomas Simpson, Matthias Weckmann og Melchior Borchgrevinck samt en generation af danskere som Hans Nielsen, Mogens Pedersøn, Truid Aagesen, Jakob Ørn og Hans Brachrogge.

## Musik
- Quel Augellin che canta (kor)
- Ma ben arde nel core (kor)
- Paduana (instrumenter)
- Galliard (instrumenter)

## Læs mere
- Det Virtuelle Musikbibliotek Arkiveret 19. maj 2012 hos  Wayback Machine